# Numedal

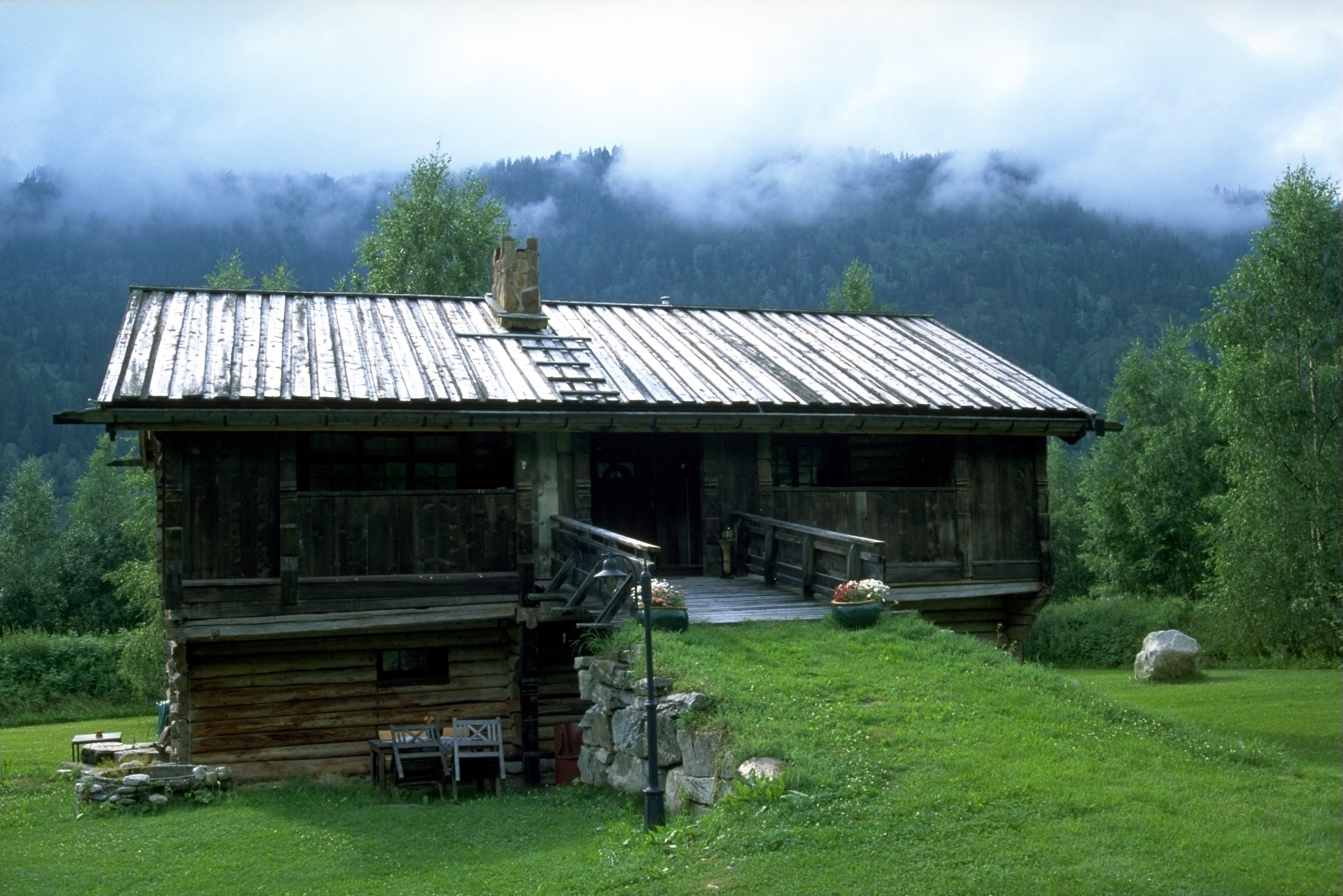
Numedali boronaház

A Numedal (jelentése ’Nume-völgy’) történelmi táj Norvégia délkeleti részén, Buskerud megyében. Észak–déli irányban terül el az Oslofjordba ömlő Numeldalslågen folyó völgyében, részben a Hardangervidda-fennsíkon, Kongsberg és Rødberg városok között. Népessége mintegy 6600 fő (2004), nagyobb települései Flesberg, Rollag és Nore og Uvdal.

## Történelom
A kőkor óta lakott vidék, sok helyütt ma is láthatóak a közel nyolcezer éves emberi hajlékok, tumulusok (halomsírok) és gyepvasérclelőhelyek maradványai. A középkor tanúja a vidék mintegy negyven boronaháza és négy fatemploma (stavkirke). A Numedalt szelte át az ország nyugati (Vestlandet) és keleti régióját (Østlandet) összekötő kereskedelmi út, a Nordmannsslepa, de a vidék felvirágzása a 17. században jött el. A század elején ezüstlelőhelyeket fedeztek fel a Numedal völgyében. A megnyitott bányák leendő munkásai 1624-ben megalapították Kongsberg városát, amely 8 ezer lakosával (ennek legkevesebb fele bányász) hamarosan Norvégia második legnépesebb települése lett. A numedali bányák a 20. századra kimerültek, az utolsó 1957-ben zárta be kapuit. A Kongsberg közelében lévő királyi ezüstbánya (Kongsgruvene) ma múzeumként fogadja a látogatókat, de a városban továbbra is jelentős maradt az évszázados hagyományorka épülő ötvösművesség.

## Fordítás
- Ez a szócikk részben vagy egészben a  Numedal című angol Wikipédia-szócikk ezen változatának fordításán alapul.  Az eredeti cikk szerkesztőit annak laptörténete sorolja fel. Ez a jelzés csupán a megfogalmazás eredetét és a szerzői jogokat jelzi, nem szolgál a cikkben szereplő információk forrásmegjelöléseként.